# Basedow (Mecklenburg)
Basedow település Németországban, Mecklenburg-Elő-Pomeránia tartományban. Lakosainak száma 649 fő (2023. december 31.).

## Népesség
A település népességének változása:
| Lakosok száma | 718  | 688  | 687  | 675  | 679  | 649  |
|               | 2014 | 2017 | 2019 | 2021 | 2022 | 2023 |